# 75A trolibusz (Budapest, 2024–2025)
A budapesti 75A jelzésű trolibusz a Puskás Ferenc Stadion metróállomás és a Jászai Mari tér között közlekedett. A viszonylatot a Budapesti Közlekedési Zrt. üzemeltette a Budapesti Közlekedési Központ megrendelésére.

## Története
2024. augusztus 17-étől a 75-ös trolibusz útvonala részlegesen a Pongrác úton át Kőbánya alsó vasútállomásig meghosszabbodott, korábbi szakaszán sűrítő jelleggel 75A jelzéssel újraindult a betétjárata. A 75-ös trolibuszok a Puskás Ferenc Stadion megállóhely és a kőbányai végállomás között akkumulátoros meghajtással közlekedtek. 2025. május 5-étől a 75-ös és 75A viszonylatra munkanapokon 20 óra után kizárólag az első ajtón lehetett felszállni, ahol a járművezető ellenőrzi az utazási jogosultságot. Május 24-étől – a tesztüzem újabb ütemében – a 73-as viszonylat Kőbányáig meghosszabbítva közlekedik, ennek következtében a 75-ös trolibusz útvonala a Puskás Ferenc Stadion metróállomásig rövidült, a 75A pedig megszűnt.

## Útvonala
| Jászai Mari tér felé |
| Puskás Ferenc Stadion M vá. – Hungária körút – Kerepesi út – Ifjúság útja – Stefánia út – Ajtósi Dürer sor – Dózsa György út – Dráva utca – Kárpát utca – Victor Hugo utca – Pozsonyi út – Budai Nagy Antal utca – Jászai Mari tér vá. |
| Puskás Ferenc Stadion metróállomás felé |
| Jászai Mari tér vá. – Budai Nagy Antal utca – Hollán Ernő utca – Szent István park – Kárpát utca – Dráva utca – Dózsa György út – Ajtósi Dürer sor – Stefánia út – Hungária körút – Puskás Ferenc Stadion M vá.                        |

## Megállóhelyei
Az átszállási kapcsolatok között az azonos, de hosszabb útvonalon közlekedő 75-ös trolibusz nincs feltüntetve.
| 0  | Puskás Ferenc Stadion M végállomás | 27 | 1, 1A 77, 80 95, 130, 195 Helyközi buszok Távolsági járatok |
| 1  | Puskás Ferenc Stadion M            | ∫  | 77, 80 95, 130, 195                                         |
| 3  | Szobránc köz                       | 25 | 77                                                          |
| 4  | Egressy út / Stefánia út           | 24 | 77                                                          |
| 5  | Stefánia út / Thököly út           | 23 | 72 5, 7, 110, 112                                           |
| 7  | Zichy Géza utca                    | 21 | 74                                                          |
| 9  | Ötvenhatosok tere                  | 19 | 74, 79 30, 30A, 230                                         |
| ∫  | Dembinszky utca                    | 17 | 74, 79 30, 30A, 230                                         |
| 11 | Damjanich utca / Dózsa György út   | 16 | 70, 79 30, 30A, 230                                         |
| 12 | Benczúr utca                       | 14 | 79 30, 30A, 230                                             |
| 14 | Hősök tere M                       | 12 | 72, 79 20E, 30, 30A, 105, 210, 210B, 230                    |
| 16 | Vágány utca / Dózsa György út      | 10 | 79 105, 210, 210B                                           |
| 17 | Lehel utca / Dózsa György út       | 9  | 14 79 105, 210, 210B                                        |
| 18 | Kassák Lajos utca                  | 8  | 79                                                          |
| 20 | Dózsa György út M                  | 7  | 79                                                          |
| 21 | Dráva utca                         | 5  | 79 15                                                       |
| 23 | Vág utca                           | 3  |                                                             |
| 24 | Ipoly utca                         | 2  |                                                             |
| 25 | Szent István park                  | 1  | 76                                                          |
| 27 | Radnóti Miklós utca                | 0  | 76                                                          |
| 29 | Jászai Mari tér végállomás         | 0  | 2, 2B, 4, 6, 23 76 9, 15, 26, 91, 191, 226, 291             |